# Alteracja (miejscowość)
Alteracja (lit. Altaronys) − wieś na Litwie, w gminie rejonowej Soleczniki, 7 km na północny wschód od Jaszunów, zamieszkana przez 4 ludzi. Przed II wojną światową w Polsce, w powiecie wileńsko-trockim województwa wileńskiego.